# Phạm Ngọc Hùng (sinh năm 1948)
PGS-TS Phạm Ngọc Hùng là một sĩ quan cấp cao trong Quân đội nhân dân Việt Nam, hàm Thiếu tướng.

## Thân thế và sự nghiệp
Ông sinh ngày 5 tháng 4 năm 1948, quê tại xã Nghĩa Lâm, huyện Nghĩa Hưng, tỉnh Nam Định.
Ông nhập ngũ năm 1966, vào chiến đấu tại chiến trường Bình Trị Thiên.
Năm 1973, ông được cử đi học tại Trường Sĩ quan Pháo binh. Tốt nghiệp, ông được giữ lại làm giáo viên.
Năm 1978, ông được cử đi học tại Học viện Pháo binh Lê-nin-grát (Liên Xô cũ).
Năm 1982, ông về nước và được phân công công tác tại Lữ đoàn tên lửa 380 - Binh chủng pháo binh.
Quá trình công tác sau này, ông lần lượt đảm nhiệm các chức vụ:
Lữ đoàn trưởng Lữ đoàn 380, Trưởng phòng Tác chiến, Phó tham mưu trưởng Binh chủng pháo binh;
Trưởng khoa Pháo binh, Viện trưởng Viện nghiên cứu Khoa học và Nghệ thuật Quân sự, Cục trưởng Cục Huấn luyện và Đào tạo Học viện Quốc phòng.
Ông được công nhận chức danh PGS Khoa học Quân sự năm 2002.
Ông nghỉ hưu năm 2009. Ông là thương binh chống Mỹ hạng 3/4.

## Khen thưởng
1 Huân chương Kháng chiến hạng 2;
4 Huân chương Chiến công hạng 1 và 3;
1 Huân chương Bảo vệ Tổ quốc hạng 1;-
Huân chương Chiến sĩ vẻ vang (hạng Nhất, Nhì, Ba);
Huy chương Quân kì quyết thắng;
Huy hiệu 50 năm tuổi Đảng.

## Lịch sử thụ phong
Thiếu tướng (2-2006) 

## Một số hình ảnh có liên quan

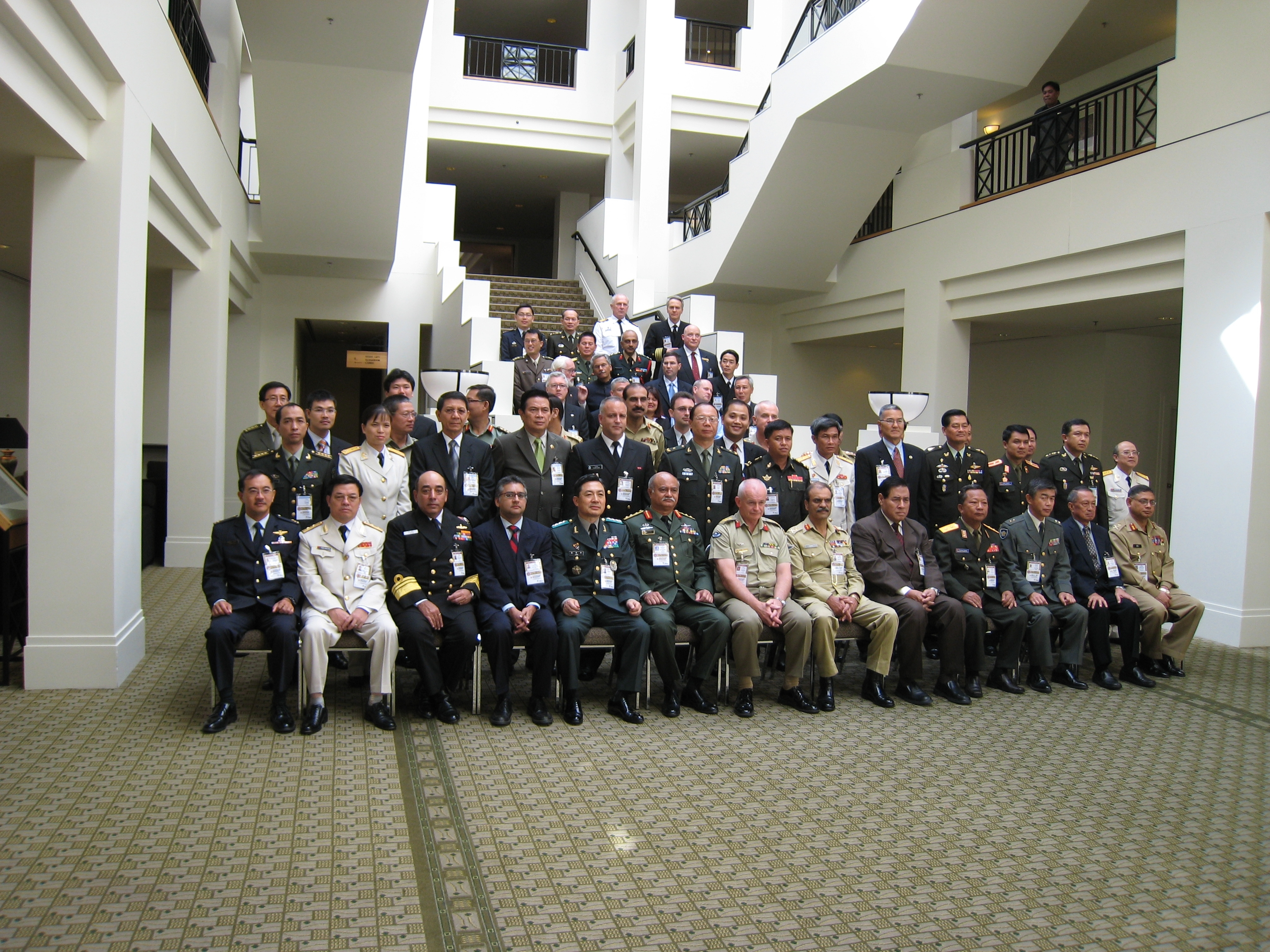
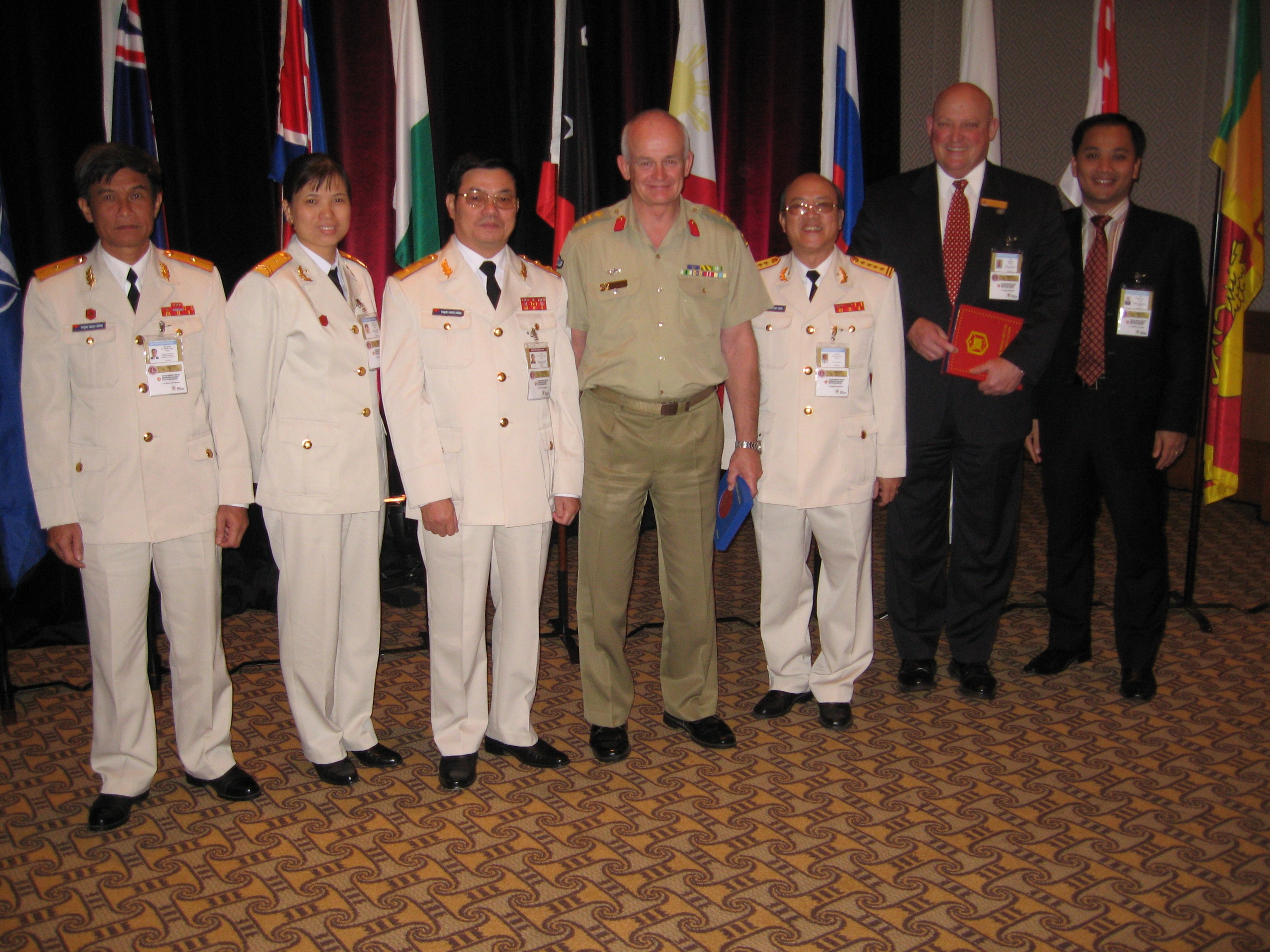
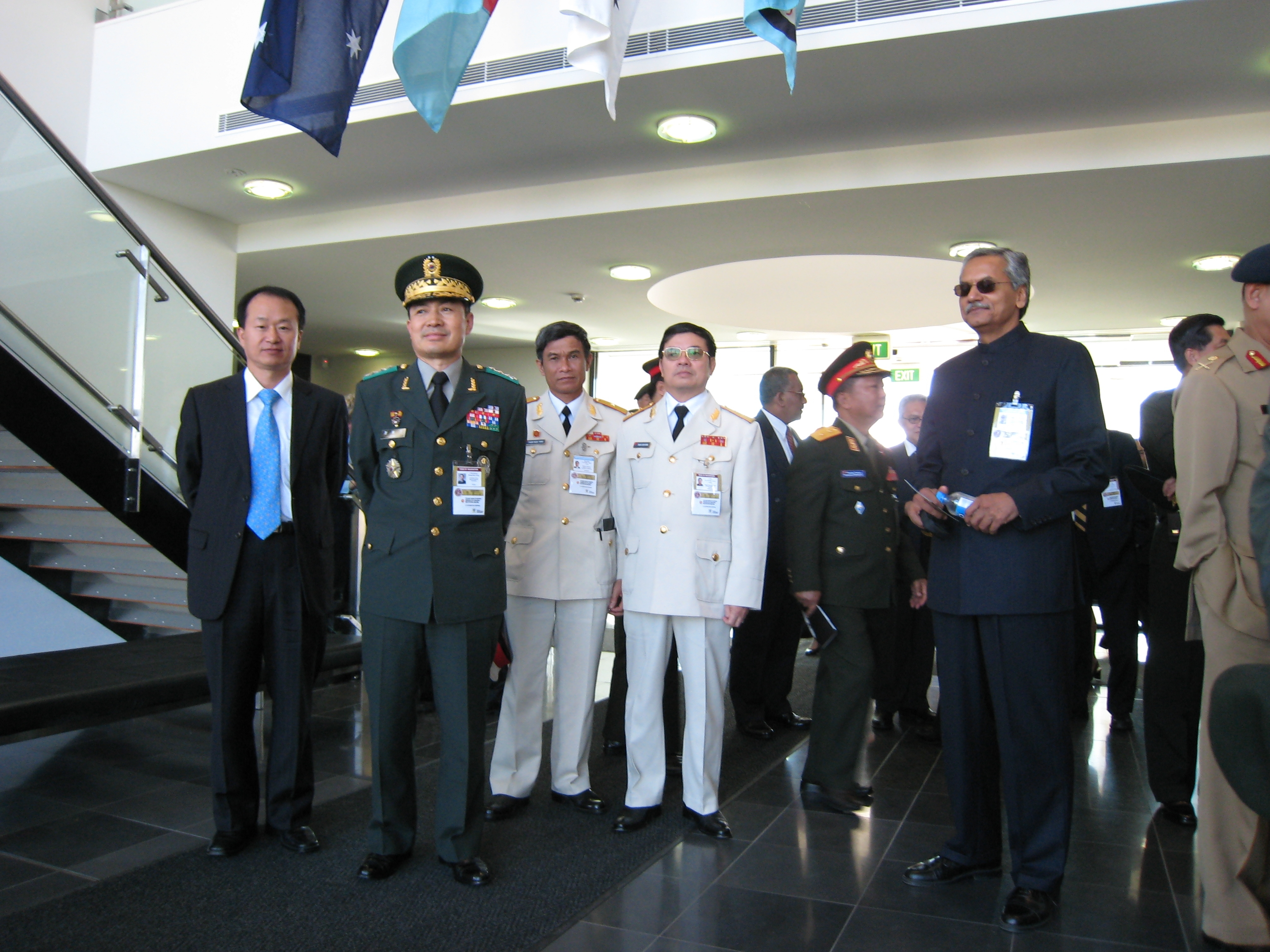
Thiếu tướng Phạm Ngọc Hùng tham dự Hội nghị lần thứ 11 ARF-HDUCIM, Canberra, Australia (9-11/10/2007)

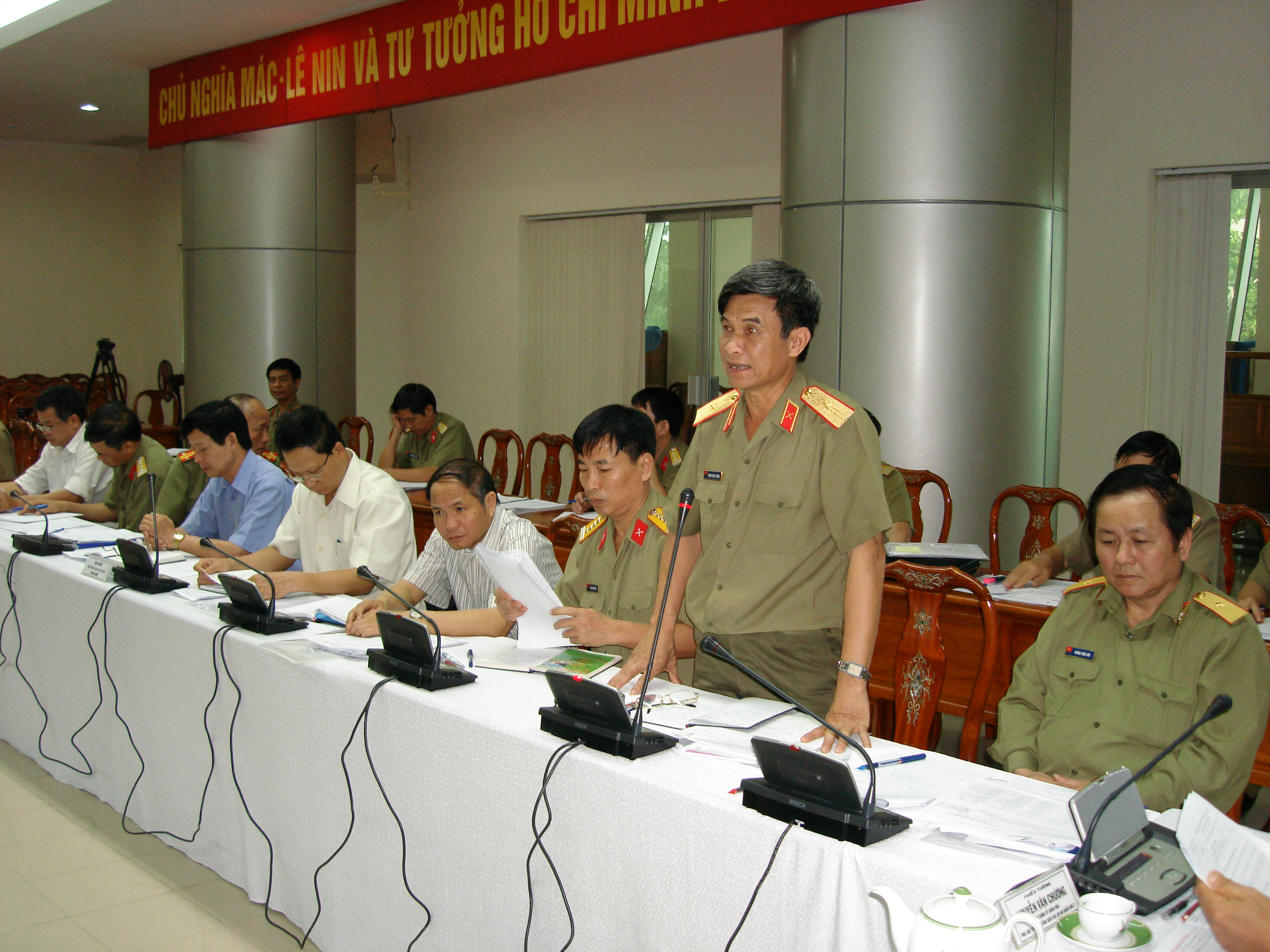
Thiếu tướng Phạm Ngọc Hùng làm việc tại Quân khu 7.

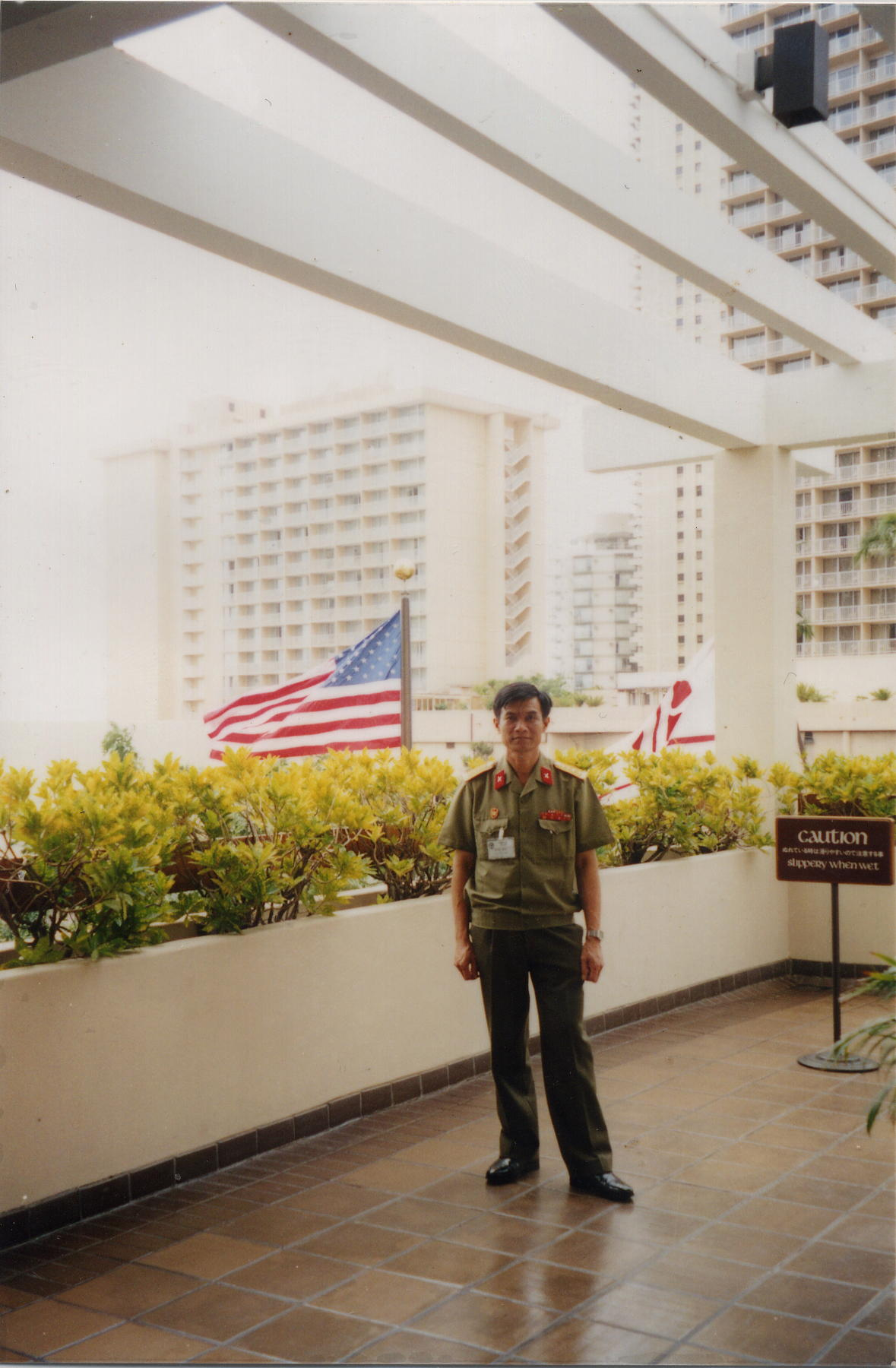
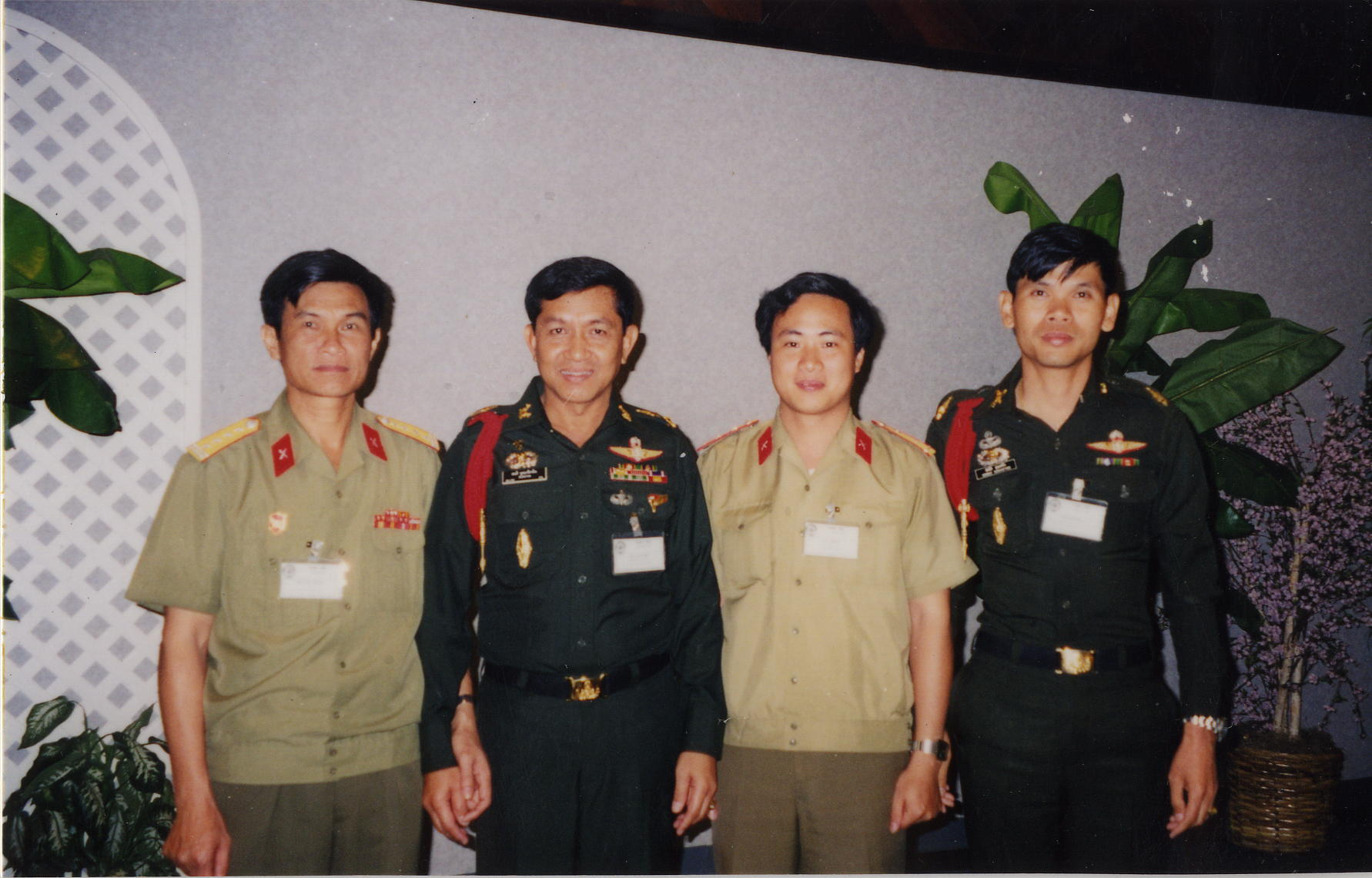
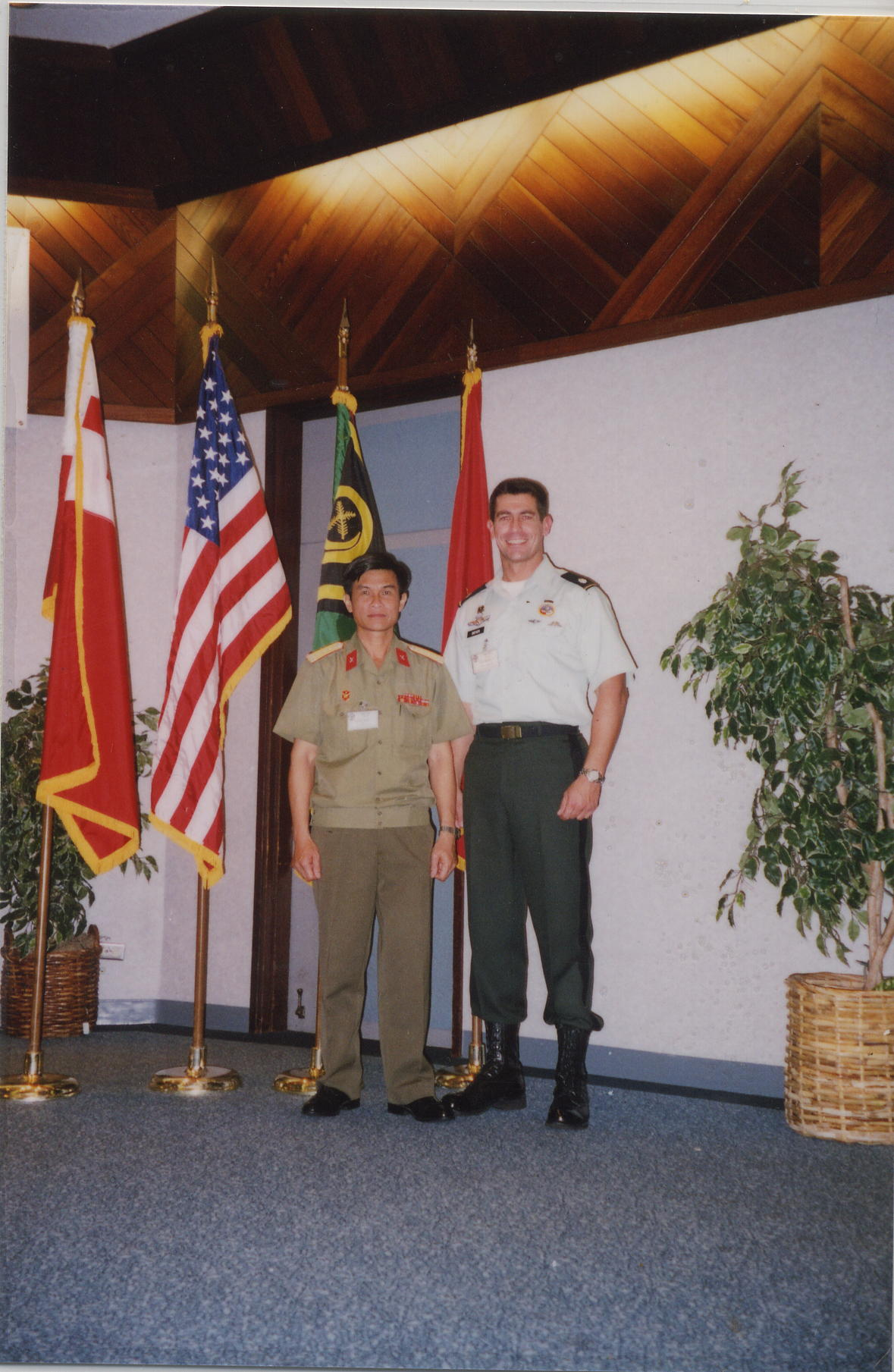
Thiếu tướng Phạm Ngọc Hùng tham dự Hội nghị Tác chiến đặc biệt tại BTL Thái Bình Dương, PASOC-2001, Hawaii (12-16/2/2001)